# Matti Salminen
Matti Salminen (Turku, 7 de julho de 1945) é um baixo finlandês, que vem cantando nas mais importantes casas de óperas do mundo, incluindo o Metropolitan Opera e o Festival de Bayreuth. Salminen tem um contrato com a Ópera de Zurique e também vem se apresentando frequentemente na sua terra natal: Finlândia. Salminen tem sido muito admirado pelas suas interpretações dos papéis das óperas de Richard Wagner, como Gurnemanz e Titurel de Parsifal, Rei Marke de Tristan und Isolde, Fasolt e Fafner de Das Rheingold (O Ouro do Reno), Hunding de Die Walküre (A Valquíria) e Hagen de Götterdämmerung. Outros importantes papéis são Philip II de Don Carlos de Giuseppe Verdi, Sarastro e Die Zauberflöte de Wolfgang Amadeus Mozart.